# Peter Mutharika
Arthur Peter Mutharika (n. 1940 a Chisoka, Niassalàndia) és un polític de Malawi, educador i advocat que ha estat President de Malawi des del 31 de maig de 2014.
Mutharika ha treballat a l'àrea de la justícia internacional a nivell internacional. Ell és un expert en dret econòmic internacional, dret internacional i dret constitucional comparat.